# Pachyteria semivirescens
Pachyteria semivirescens är en skalbaggsart som beskrevs av Hayashi 1992. Pachyteria semivirescens ingår i släktet Pachyteria och familjen långhorningar. Inga underarter finns listade i Catalogue of Life.